# Horbach (Langenzenn)

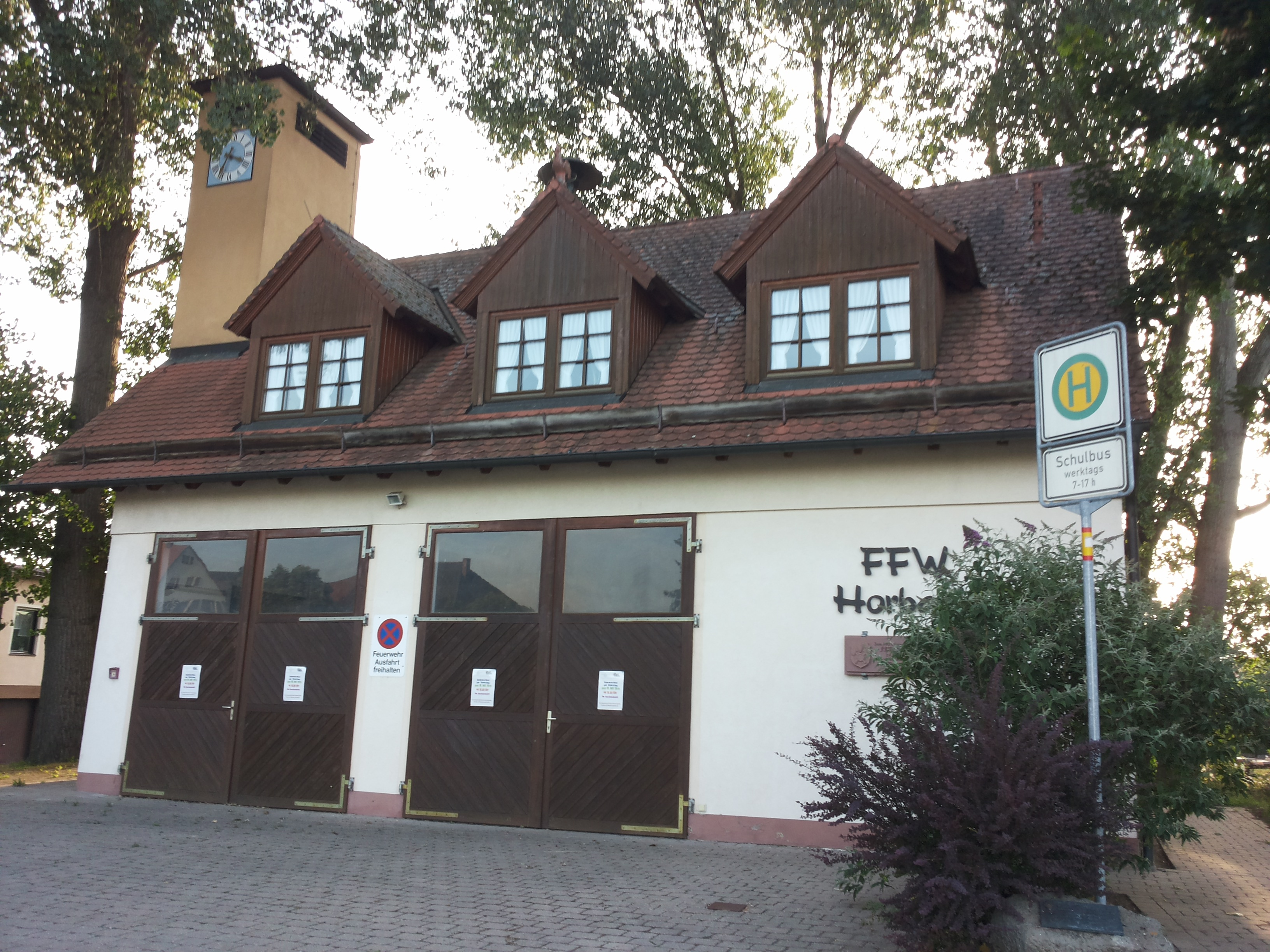
Freiwillige Feuerwehr Horbach

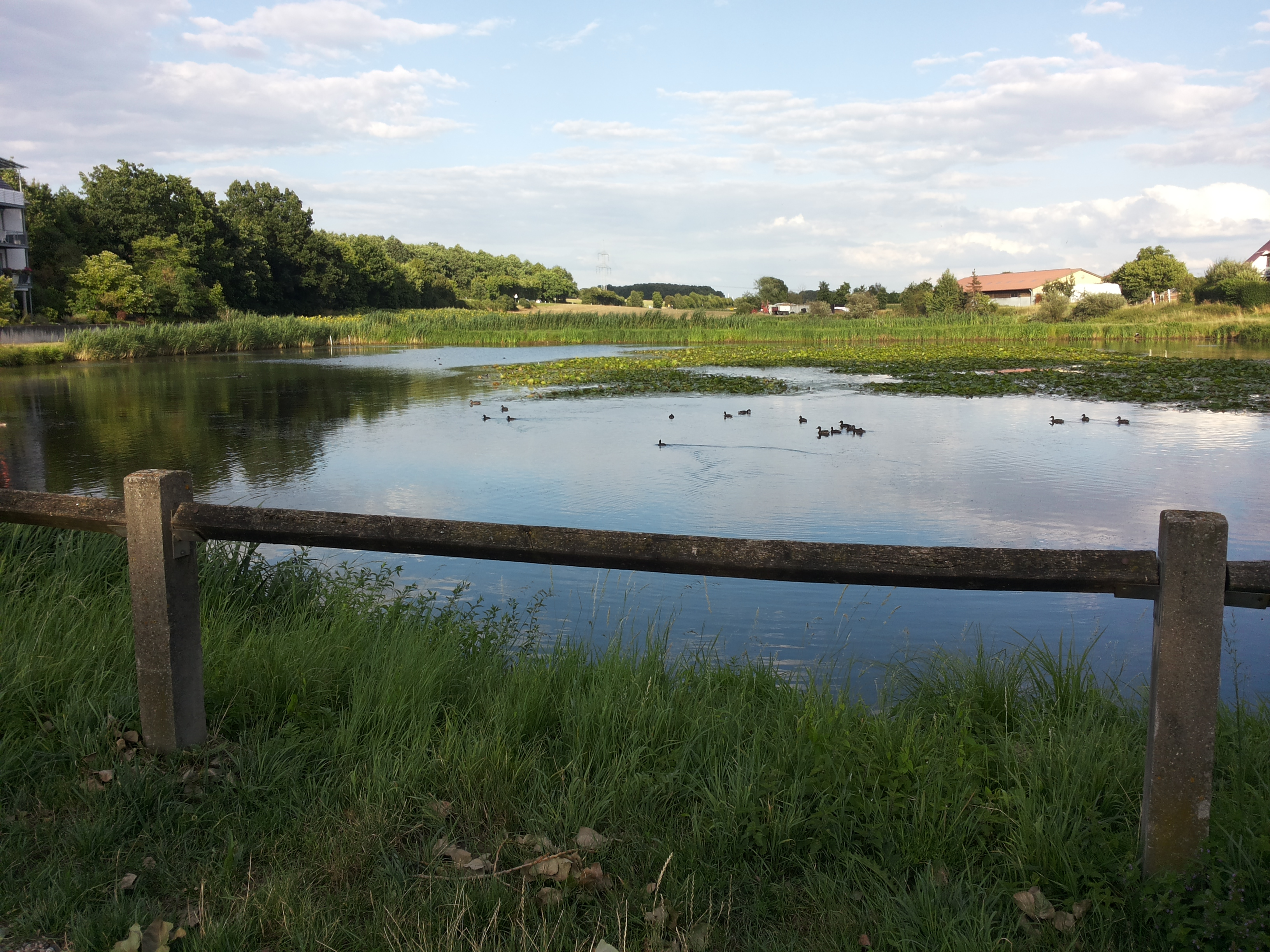
Horbacher Weiher

Horbach (fränkisch: Hoaba) ist ein Gemeindeteil der Stadt Langenzenn im Landkreis Fürth (Mittelfranken, Bayern). Die Gemarkung Horbach liegt teils auf dem Gemeindegebiet von Langenzenn, teils auf dem Gemeindegebiet von Veitsbronn. Sie hat eine Fläche von 6,603 km² und ist in 987 Flurstücke aufgeteilt, die eine durchschnittliche Fläche von 6689,93 m² haben. In ihr liegen neben dem namensgebenden Ort die Gemeindeteile Göckershof, Hausen und Raindorf.

## Geographie
Durch das Dorf fließt der Lohmühlbach, ein rechter Zufluss der Zenn. Im Norden grenzt das Eichholz an, im Nordosten die Steigäcker, im Süden befindet sich ein Swin-Golf-Platz und die Kelleräcker. Im Südwesten befindet sich der Kugelbuck. Eine Gemeindeverbindungsstraße nach Langenzenn zur Kreisstraße FÜ 17 (1,3 km westlich) bzw. zu einer Halbanschlussstelle der Kreisstraße FÜ 2 mit der B 8 (1,5 km östlich). Eine weitere Gemeindeverbindungsstraße führt nach Roßendorf zur Kreisstraße FÜ 16 (2,4 km südlich).

## Geschichte
Der Ort wurde im Gültbuch des Nürnberger Sankt-Klara-Klosters von 1316 als „Horbach“ erstmals urkundlich erwähnt. Der Ortsname leitet sich von einem gleichlautenden Gewässernamen ab, dessen Bestimmungswort „horo“ (althochdeutsch: Schmutz, Sumpf) ist und demnach einen schmutzigen Bach bezeichnet. Im Urbar der Burggrafschaft Nürnberg (1360/70) wurden für den Ort vier abgabepflichtige Bauernhöfe verzeichnet. 1414 wurden im Salbuch des burggräflichen Amtes Cadolzburg für den Ort vier Grundherren angegeben (der Burggraf, das St.-Klara-Kloster, die Patrizier Holzschuher und Groland), denen die neun Bauerngüter unterstanden. Während des Dreißigjährigen Krieges wurde der Ort verwüstet und lag auch noch nach Kriegsende öde da.
Gegen Ende des 18. Jahrhunderts gab es in Horbach 14 Anwesen. Das Hochgericht übte das brandenburg-ansbachische Stadtvogteiamt Langenzenn aus. Die Dorf- und Gemeindeherrschaft hatte das Klosteramt Langenzenn. Grundherren waren das Kastenamt Cadolzburg (1 Gut, 1 Hirtenhaus), das Klosteramt Langenzenn (3 Höfe, 2 Halbhöfe, 2 Güter), die Deutschordenskommende Nürnberg (1 Hof, 1 Gut), die Reichsstadt Nürnberg: Landesalmosenamt (1 Halbhof), St.-Klara-Kloster-Amt (1 Hof) und der Nürnberger Eigenherr von Fürer (1 Hof).
Von 1797 bis 1808 unterstand der Ort dem Justiz- und Kammeramt Cadolzburg. Im Rahmen des Gemeindeedikts wurde Horbach 1808 dem Steuerdistrikt Seukendorf zugeordnet. Im selben Jahr entstand die Ruralgemeinde Horbach, zu der Göckershof, Hausen, Kagenhof, Raindorf und Seckendorf gehörten. Sie war in Verwaltung und Gerichtsbarkeit dem Landgericht Cadolzburg zugeordnet und in der Finanzverwaltung dem Rentamt Cadolzburg (1919 in Finanzamt Cadolzburg umbenannt). Ab 1862 gehörte Horbach zum Bezirksamt Fürth (1939 in Landkreis Fürth umbenannt). Die Gerichtsbarkeit blieb beim Landgericht Cadolzburg (1879 in Amtsgericht Cadolzburg umbenannt), seit 1931 ist das Amtsgericht Fürth zuständig. Die Finanzverwaltung wurde am 1. Januar 1929 vom Finanzamt Fürth übernommen. Die Gemeinde hatte 1964 eine Gebietsfläche von 9,019 km².
1953 wurde der Gemeindeteil Kagenhof nach Veitsbronn eingegliedert. Mit der Gebietsreform in Bayern wird die Gemeinde Horbach am 30. April 1978 aufgelöst. Der Gemeindeteil Raindorf kam zu Veitsbronn und Seckendorf (zu Cadolzburg), der Hauptort und die restlichen Gemeindeteile wurden in die Stadt Langenzenn eingegliedert.

### Bodendenkmäler
In der Gemarkung Keidenzell gibt es ein Bodendenkmal.

### Einwohnerentwicklung

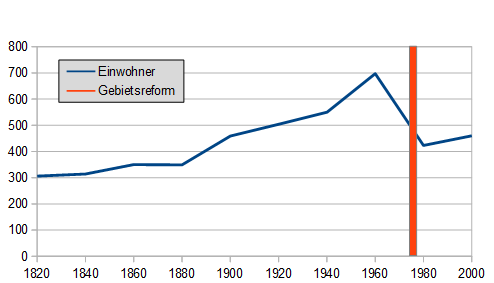
Einwohnerzahlen Horbach 1820 bis 2000

Gemeinde Horbach
| Jahr      | 1818   | 1840   | 1852   | 1855   | 1861   | 1867   | 1871   | 1875   | 1880   | 1885   | 1890   | 1895   | 1900   | 1905   | 1910   | 1919   | 1925   | 1933   | 1939   | 1946   | 1950   | 1952   | 1961   | 1970   |
| Einwohner | 283    | 314    | 364    | 347    | 367    | 373    | 355    | 360    | 349    | 348    | 383    | 408    | 459    | 493    | 523    | 478    | 504    | 515    | 545    | 861    | 863    | 861    | 697    | 734    |
| Häuser    | 46     | 48     |        |        |        |        | 56     |        |        | 62     | 62     |        | 65     |        |        |        | 77     |        |        |        | 86     |        | 129    |        |
| Quelle    | [ 16 ] | [ 17 ] | [ 18 ] | [ 18 ] | [ 19 ] | [ 20 ] | [ 21 ] | [ 22 ] | [ 23 ] | [ 24 ] | [ 25 ] | [ 18 ] | [ 26 ] | [ 18 ] | [ 27 ] | [ 18 ] | [ 28 ] | [ 18 ] | [ 18 ] | [ 18 ] | [ 29 ] | [ 18 ] | [ 10 ] | [ 30 ] |

Ort Horbach
| Jahr      | 001818 | 001840 | 001861 | 001871 | 001885 | 001900 | 001925 | 001950 | 001961 | 001970 | 001987 | 002001 | 002019 |
| Einwohner | 80     | 87     | 118    | 110    | 109    | 109    | 125    | 230    | 285    | 291    | 413    | 468    | 535    |
| Häuser    | 15     | 16     |        |        | 20     | 19     | 21     | 24     | 52     |        | 103    |        |        |
| Quelle    | [ 16 ] | [ 17 ] | [ 19 ] | [ 21 ] | [ 24 ] | [ 26 ] | [ 28 ] | [ 29 ] | [ 10 ] | [ 30 ] | [ 31 ] |        | [ 1 ]  |

## Religion
Der Ort ist seit der Reformation evangelisch-lutherisch geprägt und bis heute in die Trinitatiskirche (Langenzenn) gepfarrt. Die Einwohner römisch-katholischer Konfession waren ursprünglich nach St. Michael (Wilhermsdorf) gepfarrt, heute ist die Pfarrei St. Marien (Langenzenn) zuständig.

## Vereine (Auszug)
- Bayer. Bauernverband Ortsbäuerin Horbach[33]
- Bayer. Bauernverband Ortsverband Horbach
- Freiwillige Feuerwehr Horbach
- Jagdgenossenschaft Horbach
- Swin-Golf-Club Horbach 08[34]